# Королевский британский легион
Королевский британский легион (англ. The Royal British Legion, сокращённо RBL), также известный как Британский легион (англ. The British Legion) или просто Легион (англ. The Legion) — британская благотворительная организация, предоставляющая финансовую, социальную и психологическую помощь всем ветеранам вооружённых сил Великобритании и их родным и близким (в том числе потомкам участников боевых действий). В организацию входят преимущественно британские военнослужащие. Легион регулярно издаёт журнал «Legion», бесплатно выдаваемый всем членам организации

## История
Британский легион был основан 15 мая 1921 года Томом Листером после объединения трёх организаций ветеранов и вышедших в отставку солдат — «Сослуживцы Великой войны», Национальная ассоциация вышедших в отставку солдат и моряков и Национальная федерация вышедших в отставку и демобилизованных солдат и моряков. Туда же вошёл финансовый отдел Офицерской ассоциации. Согласно Марку Гарнетту и Ричарду Уэйту, организацией управляли представители британской элиты, а сам Легион стал популярен благодаря большому количеству членов.

Это было детище Первой мировой войны и комбинации альтруизма и страха перед рабочим классом... Социальное смещение, вызванное психическими и физическими травмами ветеранов, сочеталось с протестами на заводах, разочарованием в войне как инструменте внешней политики, чем и сделало необходимость объединения офицеров и солдат воедино более насущной.
Оригинальный текст (англ.)It was a product of the First World War and the combination of altruism towards, and fear of, the working class.... The social dislocation caused by veterans' mental and physical trauma, coupled with the industrial unrest and disillusionment with war as an instrument of foreign policy, made the need to bring officers and men together in one body seem more pressing.

В 1925 году Легион получил Королевскую хартию, удостоившись патронажа из кругов британской королевской семьи. Во время Второй мировой войны Легион занимался гражданской обороной, отбирая солдат для службы в Местных добровольческих силах обороны или Отечественной гвардии (англ. Home Guard). К 1950 году численность Легиона выросла до 3 миллионов человек, однако к 2003 году там оставалось всего около 500 тысяч членов в почтенном возрасте.
Одним из основателей Легиона был фельдмаршал граф Хейг, командовавший британскими войсками в битвах на Сомме и при Пашендейле. Он занимал должность президента Легиона до своей кончины в 1928 году.

## Функции

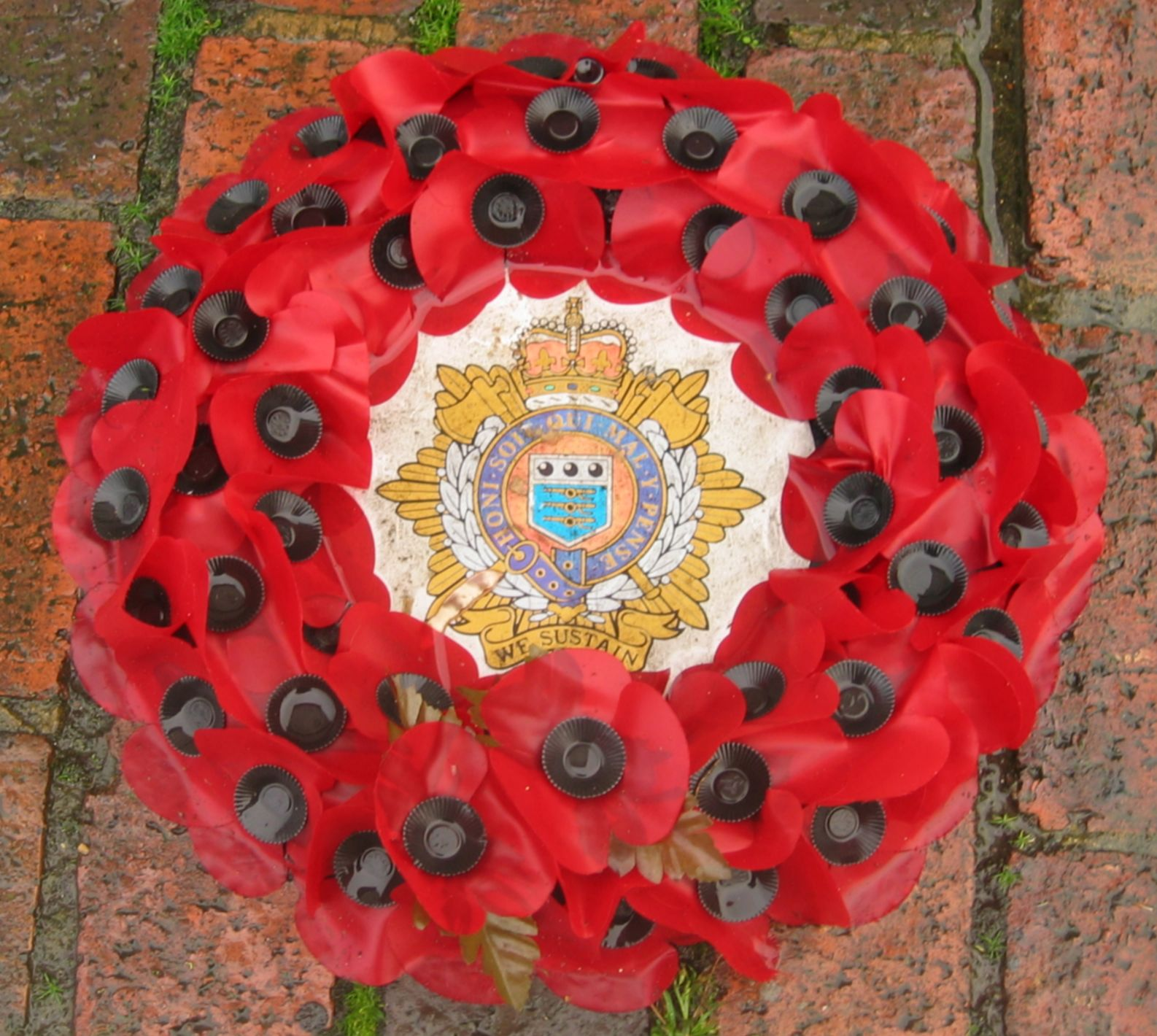
Венок из искусственных маков с эмблемой Королевского корпуса логистики в День памяти павших

Легион представляет собой организацию, которая обеспечивает финансовое благополучие и защищает интересы всех действующих и бывших военнослужащих британских вооружённых сил. Он регулярно участвует в мероприятиях в День памяти павших. По некоторым данным, Легион обеспечивает финансовое содержание около 36 тысяч инвалидов боевых действий и обеспечивает более 300 тысяч встреч с военнослужащими ежегодно. Легион финансирует лечение страдающих синдромом войны в Персидском заливе (хронической усталости) и выплачивает компенсации пострадавшим в ходе войны, выступает за повышение военных пенсий, а также за продление компенсации по ипотечным пожертвованиям для британских военнослужащих, проходящих службу за границей, и за поддержку тех военных, кто уволился со службы и вернулся к гражданской жизни.

## Акция Красного мака
Ежегодно за недели до Поминального воскресенья (второе воскресенье ноября), когда проводятся мероприятия в память обо всех британцах, погибших в войнах, а граждане обычно надевают на одежду красные маки, Легион организует гражданам раздачу искусственных бумажных маков в обмен на пожертвования в помощь Легиону. Согласно утверждениям Легиона, красный мак является его зарегистрированной торговой маркой и может быть использован в рамках закона только при сборе пожертвований. Маки производятся на специальной Фабрике маков в Ричмонде. Иные продукты с изображением красного мака продаются ежегодно как часть кампании по сбору пожертвований.

## Фестиваль поминовения

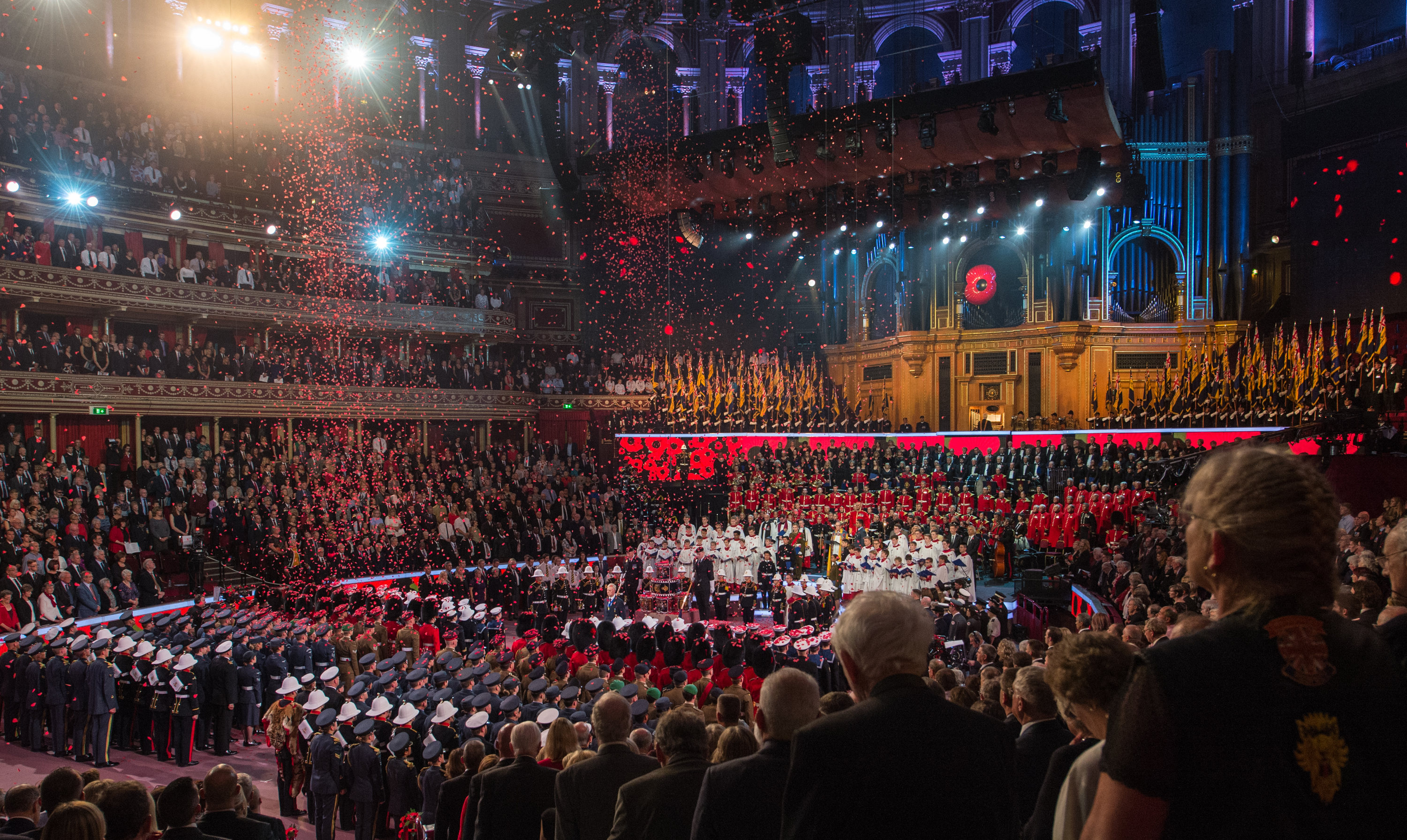
Фестиваль поминовения 2015

Ежегодно во вторую субботу ноября (за сутки до Поминального воскресенья) в Альберт-холле проводится Фестиваль поминовения (англ. The Festival of Remembrance). Главным сочинением, исполняющимся на фестивале, является Всемирный реквием Джона Фолудза; помимо этого, здесь проводятся выставки на тему вооружённых сил с участием действующих военнослужащих, проводятся поминальные церковные службы и хоровые пения. Кульминацией является парад мужчин и женщин из разных организаций Лондона (в том числе в сфере безопасности) в парадной форме, которые заходят в Альберт-холл; с крыши зала сбрасываются лепестки мака.
В день проходят два крупных выступления: дневное доступно для всех желающих, а на вечернем присутствуют только члены Легиона и их родные и близкие, а также старшие представители королевской семьи. Вечернее начинается и заканчивается исполнением Гимна Великобритании и включает в себя тройное приветствие гарнизонного сержант-майора в конце. В 2007 году вторая половина вечернего выступления транслировалась в эфире радиостанции BBC Radio 2, а через час было показано в записи на BBC One.
Большая часть фестиваля носит формальный и торжественный характер, заставляющих зрителей задуматься. Для привлечения молодой аудитории на фестивале выступают более современные исполнители: коллективы из членов семей военнослужащих (детский музыкальный коллектив The Poppy Girls и женский хор Military Wives), американский певец Грегори Портер, британка Джосс Стоун, ветеран ВМС Великобритании Джим Рэдфорд и участник боевых действий на Балканах Джеймс Блант, а также аниматронная лошадь из фильма «Боевой конь». Музыкальное сопровождение обеспечивают военный оркестр Дворцовой дивизии, Струнный оркестр графини Уэссекской, оркестр Королевских ВВС и оркестр Королевской морской пехоты Великобритании.

## Чтить пакт
«Чтить пакт» (англ. Honour the Covenant) — акция Королевского британского легиона, начавшаяся в сентябре 2007 года и призывающая Правительство Великобритании чтить и уважать так называемый «Пакт о вооружённых силах», защищающий права военных. Цель кампании — заручиться общественной поддержкой для реализации целей Легиона и убедить членов Парламента осуществить контроль за исполнением правительственных решений. Сторонники кампании обвиняют Правительство в том, что оно не выполняет свои обязательства по Пакту в отношении военных. В частности, Легион заинтересовался делом 23-летнего военнослужащего Парашютного полка, который получил серьёзные ранения и остался инвалидом на всю жизнь, однако получил компенсацию в размере 152 150 фунтов, несмотря на необходимость пожизненного ухода за ним. Легион также выступил против лечения военных в одной палате с гражданскими лицами. Возглавлявший Консервативную партию Дэвид Кэмерон в октябре 2007 года, выступая по этому поводу, сослался на Пакт и обвинил Гордона Брауна в нарушении Пакта.

### Медицинская помощь
В ноябре 2007 года бывший министр здравоохранения Великобритании Алан Джонсон, отвечая на призыв Британского легиона, объявил, что Национальная служба здравоохранения Великобритании будет отдавать первичный приоритет при лечении ветеранов вооружённых сил Великобритании и что пострадавшие будут немедленно направлены в госпиталь, а не находиться в очереди на лечение. Он же пообещал отменить рецептурные сборы.

### Гуркхи
Поддерживая претензию шести гуркхов в борьбе за их право жить в Великобритании по окончании службы, в сентябре 2008 года судья Блейк процитировал Пакт, прежде чем отметить, что право на проживание для гуркхов по окончании воинской службы должно служить доказательством выполнения условий Пакта.

## Онлайн-помощь
Легион спонсирует сайт CivvyStreet.org, который оказывает помощь военнослужащим в отставке и находящимся на иждивении инвалидам информацией, советами и рекомендациями по вопросам смены жилья, обучения и работы (также с помощью партнёрских организаций предоставляются и специализированные услуги). Имеющие право на материальную помощь также могут обращаться за компенсациями. Веб-сайт обеспечивает единый доступ нуждающихся к соответствующим услугам.

## Скандалы

### Пожертвования
В сентябре 2009 года член Британской национальной партии Рэйчел Фёрт провела 24 часа в картонной коробке, собрав пожертвования, половину из которых она передала на счёт партии, а другую половину — Легиону. Изначально Легион отказывался принимать пожертвования, однако Фёрт дала гарантию, что действует не в политических целях, и Легион согласился принять средства.
В августе 2010 года бывший премьер-министр Тони Блэр, издавший свои мемуары «Путешествие», пообещал пожертвовать доходы от мемуаров в помощь Легиону «как способ отдать должное гигантским жертвам, которые вооружённые силы принесли во имя безопасности нации и мира». В частности, Блэр авансом перевёл авансом 4,6 млн. фунтов стерлингов, что стало крупнейшим разовым пожертвованием в истории благотворительных организаций. Генеральный директор Легиона Крис Симпкинс заявил, что доволен этим щедрым предложением, и Легион решил использовать средства для финансирования проекта «Вернуться в строй» (англ. Battle Back), который обеспечивал медицинскую помощь и реабилитацию для солдат, вернувшихся с фронта с серьёзными повреждениями. Против кампании выступили ряд антивоенных активистов (в том числе родственники погибших в Ираке и Афганистане), обвинив Блэра в передаче «кровавых денег» и пиаре<

### Оплата подписок
В 2015 году руководство объявило, что больше не принимает оплату наличными за услуги и отныне они оплачиваются только путём прямого дебетования, проведения электронных платежей, платежей по чекам или наличными в PayPoint. В Северном Уэльсе ряд клубов покинул в знак протеста ряды Легиона, в том числе клубы Колуин-Бей и Конуи.

## Оркестры
В мире насчитывается более 50 частных оркестров Королевского британского легиона: духовые оркестры, оркестры волынщиков, маршевые и молодёжные оркестры, а также концертные составы. Главным является Центральный оркестр Королевского британского легиона, созданный в 1944 году, ставший главным в 1983 году и получивший официальное наименование в 1986 году.

## Клубы

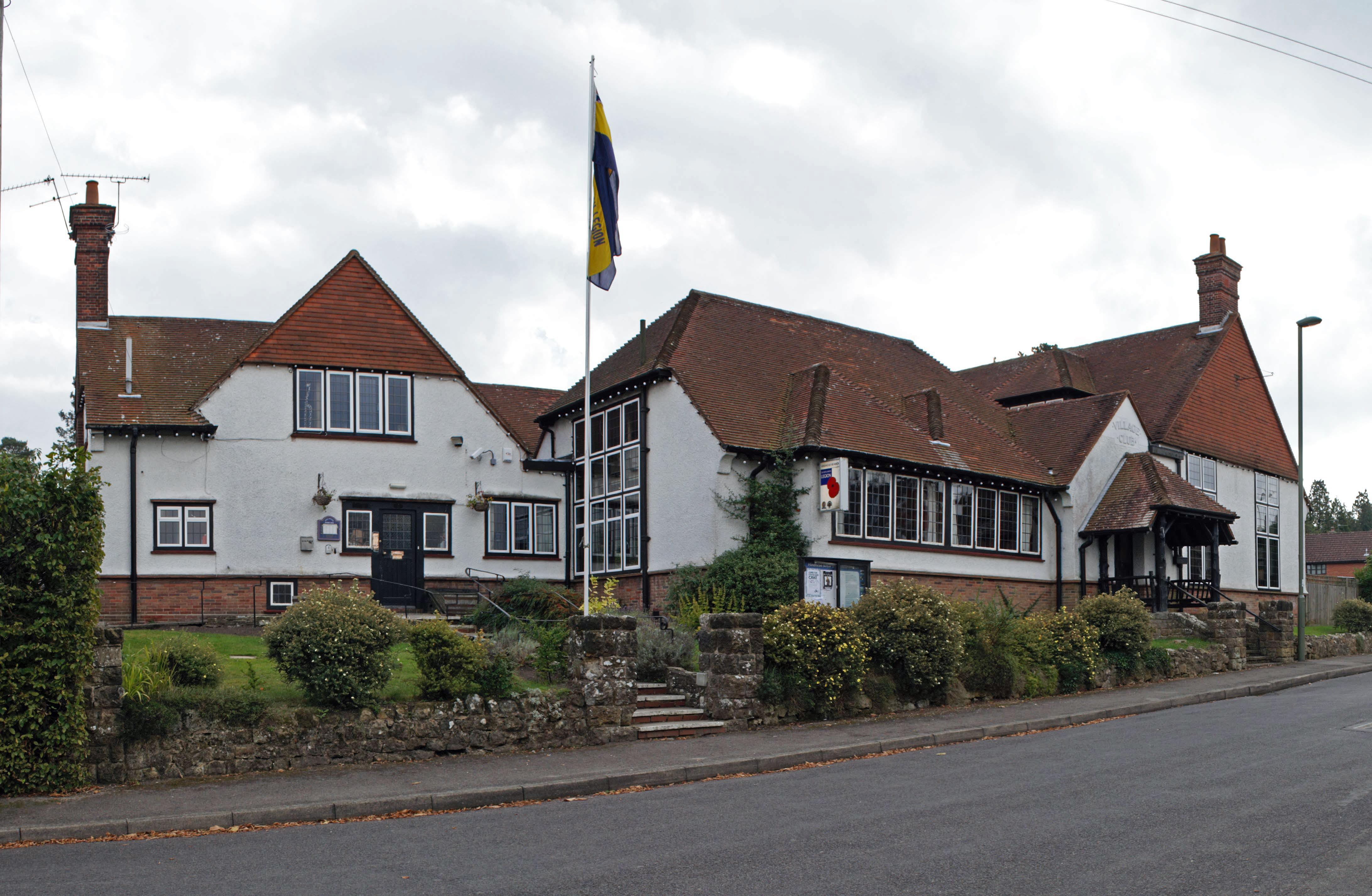
Клуб в Бикон-Хилл, Суррей

У Королевского британского легиона есть крупная сеть клубов для встреч или клубов Легиона по всей Великобритании, а также отделения в Ирландии. Другие отделения есть по всему миру: в Европе, США, Таиланде, Белизе, на Фолклендах и даже в Гонконге. Выделяется также Клуб мотоциклистов Королевского британского легиона, всемирный клуб мотоциклистов: его члены проводят такие мероприятия, как Уэстонская ночь байкеров (англ. Weston Bike Night) в Уэстон-сьюпер-Мэр и пробеги наподобие RBLR 1000 (событие Iron Butt Association) — 1000 миль за 24 часа, а все собранные деньги на этих событиях идут в помощь Легиону. Многие из участников клуба посещали памятные церемонии в Роял-Вуттон-Бассетт. Некоторые участники пробегов выезжают на мотоциклах с медалями и в своей военной форме.

## Шотландия

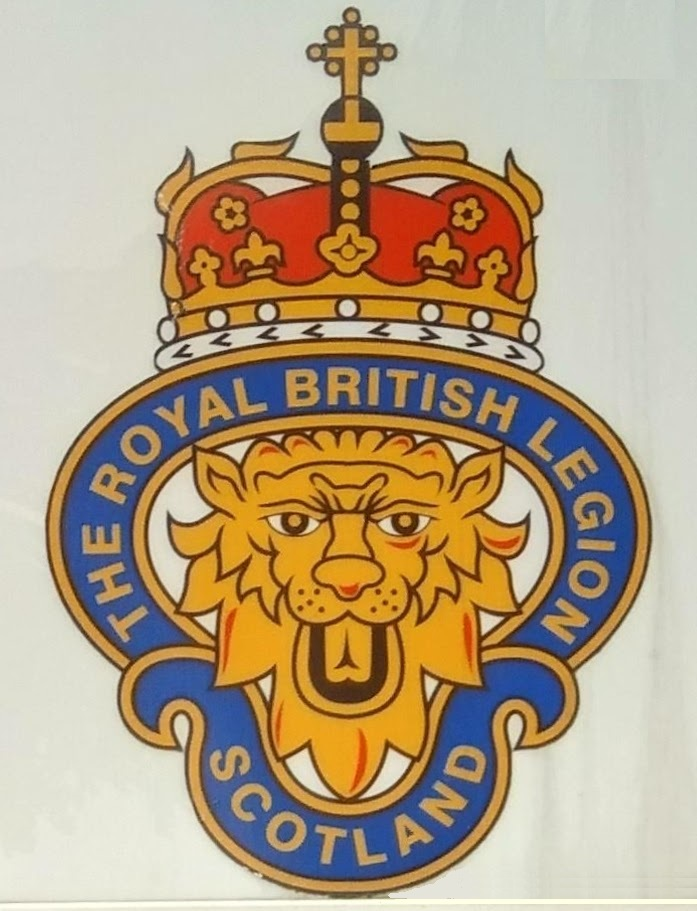
Эмблема Королевского британского легиона в Шотландии

Королевский британский легион в Шотландии (англ. Royal British Legion Scotland) — родственная организация Британскому легиону, действующая в Шотландии на тех же принципах. Она была образована в июне 1921 года по распоряжению фельдмаршала графа Хэйга, занимаясь той же благотворительной деятельностью в помощь шотландским военнослужащим и собирая деньги в свой специальный фонд Poppyscotland.